# Ісавиці
Іса́виці (рос. Исавицы) — село у Можайському районі Московської області Російської Федерації.

## Розташування
Село Ісавиці входить до складу міського поселення Можайськ, воно розташовано на північ від Можайська. Найближчі населені пункти Ільїнська Слобода, Ченцово, Кукаріно, Зарічна Слобода. Найближча залізнична станція Можайськ.

## Населення
Станом на 2006 рік у селі проживало 100 осіб, а в 2010 — 104 особи.

## Важливі об'єкти
На схід від села розташований Лужецький Ферапонтів монастир.